# Karol Kłos
Karol Kłos (Varsóvia, 8 de agosto de 1989) é um jogador de voleibol polonês que atua na posição de central.

## Carreira
Karol Kłos é membro da seleção polonesa de voleibol masculino. Em 2016, representou seu país nos Jogos Olímpicos de Verão no Rio de Janeiro, que ficou em 7º lugar.

## Títulos
Skra Bełchatów
- Campeonato Polonês: 2010–11, 2013–14, 2017–18
- Copa da Polônia: 2010–11, 2011–12, 2015–16
- Supercopa Polonesa: 2012, 2014, 2017, 2018

Resovia Rzeszów
- Copa CEV: 2023–24

## Clubes
| Anos      | Clubes                                 |
| --------- | -------------------------------------- |
| 2008–2010 | Neckermann AZS Politechnika Warszawska |
| 2010–2023 | PGE Skra Bełchatów                     |
| 2023–     | Asseco Resovia Rzeszów                 |

## Prêmios individuais
- 2014: Campeonato Mundial – Campeonato Mundial
- 2019: Torneio Hubert Jerzeg Wagner – Melhor bloqueador